# Mantis (zoologia)
Mantis Linnaeus, 1758 è un genere di insetti mantoidei della famiglia Mantidae.

## Tassonomia
Comprende le seguenti specie:
- Mantis beieri Roy, 1999
- Mantis callifera Wood-Mason, 1882
- Mantis carinata Cosmovici, 1888
- Mantis dilaticollis Gistel, 1856
- Mantis emortualis Saussure, 1869
- Mantis griveaudi Paulian, 1958
- Mantis indica Mukherjee, 1995
- Mantis insignis Beier, 1954
- Mantis macroalata Lindt, 1973
- Mantis macrocephala Lindt, 1974
- Mantis octospilota Westwood, 1889
- Mantis pia Serville, 1839
- Mantis religiosa  (Linnaeus, 1758)
- Mantis splendida de Haan, 1842
- Mantis tricolor Linnaeus, 1767